# Fight Night: Round 4
Fight Night: Round 4 est un jeu vidéo de simulation de boxe anglaise, sorti en 2009 sur PlayStation 3 et Xbox 360. Il a été développé par EA Canada et édité par EA Sports. Il fait suite à Fight Night Round 3, sorti en 2006.

## Système de jeu

### Contenu

#### Boxeurs disponibles
Ci-après la liste alphabétique des principaux boxeurs disponibles:
- Joe Frazier
- Lennox Lewis
- Marco Antonio Barrera
- Mike Tyson
- Mohamed Ali
- Jake LaMotta
- Roy Jones Jr.
- Joe Calzaghe
- George Foreman
- Eddie Chambers
- Marvin Hagler
- Manny Pacquiao
- Sugar Ray Robinson